# Château d'Inuyama
Le château d’Inuyama (犬山城, Inuyama-jō) est un château japonais situé dans la ville d'Inuyama de la préfecture d'Aichi. Le château surplombe le fleuve Kiso qui détermine la frontière entre la préfecture d'Aichi et de Gifu. Le château d'Inuyama est l'un des douze châteaux japonais datant de l'époque d'Edo encore debout.

## Histoire

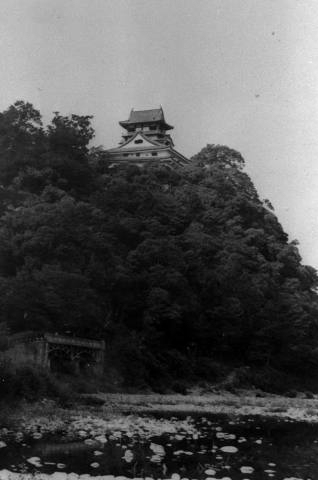
Vue du château prise en 1937.

Le château d'Inuyama passa souvent pour le plus ancien château du Japon. Sa construction originale se termine en 1440. Selon l'Engishiki (livre de l'époque de Heian), le sanctuaire Harigane (un sanctuaire shinto) est déplacé pour libérer de l'espace pour construire le château. Le bâtiment est fortement agrandi au fil du temps, et les tours actuelles sont achevées en 1537, par Oda Nobuyasu, l'oncle d'Oda Nobunaga. Bien que le style architectural archaïque de la tour de guet au sommet du tenshu (donjon) a dans le passé conduit de nombreux historiens à croire que c'était le plus ancien tenshu encore existant au Japon, cet honneur revient au château de Maruoka, construit en 1576. La construction du principal tenshu d'Inuyama commence en 1601 et se poursuit jusqu'en 1620.
Le château est le centre du pouvoir pour le clan Naruse, vassaux du clan Matsudaira et seigneurs du domaine d'Inuyama. Le château d'Inuyama est unique au Japon en ce qu'il est une propriété privée. Le tenshu est classé trésor national. Il est cependant saisi par et pour le gouvernement lors de la restauration de Meiji. En 1891, le château est endommagé par le grand séisme de Nōbi et rendu à la famille Naruse en 1895, à la condition qu'elle le répare et l'entretienne. En 2004, la propriété du château est remise à une fondation créée par le Conseil de l'éducation de la préfecture d'Aichi.
On a longtemps cru que le donjon du château de Inuyama a été apporté au château en provenance du château de Kanayama en 1599, jusqu'à ce que cette théorie soit réfutée à la suite de l'examen par un chantier de restauration à grande échelle, impliquant le démantèlement du donjon, réalisé entre 1961 et 1965.

## Châtelains
Les seigneurs du château d'Inuyama sont énumérés ci-dessous dans l'ordre avec leurs dates de règne entre parenthèses. Il n'y a pas de seigneurs au château entre 1612-1617 et 1869-1895.
- Pre-Naruse Clan

1. Oda Nobuyasu (1537-1547)
2. Oda Nobuyuki (1547-1564)
3. Ikeda Nobuteru (1570-1581)
4. Oda Nobufusa (1581-1582)
5. Nakagawa Sadanari (1582-1584)
6. Ikeda Nobuteru (1584)
7. Katō Yasukage (1584, gouverneur par procuration)
8. Takeda Kiyotoshi (1584-1587, gouverneur par procuration)
9. Hijikata Katsuyoshi (1587-1590, gouverneur par procuration)
10. Nagao Yoshifusa (1590-1592, gouverneur par procuration)
11. Miwa Gorōemon (1592-1595)
12. Ishikawa Mitsuyoshi (1595-1600)
13. Ogasawara Yoshitsugu (1601-1607)
14. Hiraiwa Chikayoshi (1607-1612)

- Clan Naruse

1. Naruse Masanari (1617-1625)
2. Naruse Masatora (1625-1659)
3. Naruse Masachika (1659-1703)
4. Naruse Masayuki (1703-1732)
5. Naruse Masamoto (1732-1768)
6. Naruse Masanori (1768-1809)
7. Naruse Masanaga (1809-1838)
8. Naruse Masazumi (1838-1857)
9. Naruse Masamitsu (1857-1869, 1895-1903)
10. Naruse Masao (1903-1949)
11. Naruse Masakatsu (1949-1973)
12. Naruse Masatoshi (1973-2004)

## Expositions
L'entrée du château d'Inuyama permet également aux visiteurs d'accéder au musée des artefacts d'Inuyama (犬山市文化史料館, Inuyama-shi Bunka Shiryō-kan) et l'espace d'exposition de karakuri ningyō (からくり展示館, karakuri tenjikan). Les deux expositions se concentrent sur des objets culturels et historiques de la ville.